# Прапор Богодухівського району
Пра́пор Богоду́хівського райо́ну затверджений 13 травня 2005 року рішенням XVI сесії IV скликання Богодухівської районної ради.

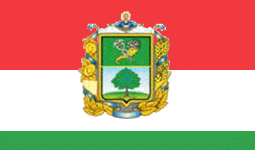
Трапляються зображення прапора, де герб перекриває лише дві смуги

## Опис
Прапор району являє собою прямокутне полотнище з трьох горизонтальних смуг — верхньої малинового кольору (колір прапора Харківської області, 1/2 ширини прапора), білого і зеленого кольору (в пропорціях — білий 3/8, зелений 1/8 ширини прапора).
Білий колір символізує чистоту і благородство, а зелений — красу та достаток. У центральній частині прапора розташований герб району, обрамлений білою каймою.
Пропорції прапора: відношення ширини до довжини як 2/3, висота гербового щита дорівнює 5/8 ширини прапора. Прапор району двосторонній. Навершя древка — металевий конус, висотою рівною 1/10 ширини прапора, основа конуса дорівнює двом діаметрам древка, закріплюється на циліндричній основі висотою рівною 1/20 ширини прапора. На наверші зображено рельєф голуба і калини. Колір металу, з якого виготовляється навершя, срібний.
Еталонний зразок прапора району зберігається в кабінеті голови районної ради.